# Farní sbor Českobratrské církve evangelické v Hrubé Vrbce a Velké nad Veličkou
Farní sbor Českobratrské církve evangelické v Hrubé Vrbce a Velké nad Veličkou je sborem Českobratrské církve evangelické v Hrubé Vrbce. Sbor spadá pod Východomoravský seniorát. Sbor má kazatelskou stanici v Strážnici a Velké nad Veličkou.
Faráři sboru jsou Erika a Dan Petříčkovi, kurátorem sboru Pavel Smrček.

## Faráři sboru
- Ondřej Skultéty starší (1782–1783)
- Jan Petrovits (1783–1787)
- Samuel Medveczký (1787–1796)
- Samuel Poleškovitz (1796–1801)
- Ondřej Pecnek (1802)
- Pavel Mareček (1802–1806)
- Ondřej Skultéty mladší (1806–1808)
- Jan Dévan (1809–1816)
- František Lojka (1817–1830)
- Josef Motl (1830–1836)
- Jiří Miták (1836–1874)
- Emil Pellar (1875–1927)
- Ladislav Blecha (1929–1941)
- Jan Vrubel (1941–1946)
- Jan Amos Dvořáček (1948–1951)
- Zdeněk Jokl (1952–1964)
- Čeněk Šimonovský (1964–1975)
- Petr Brodský (1976–1981)
- Daniela Brodská (1976–1981)
- Jiří Řehák (1982–2002)
- Mojmír Blažek (2003–2014)
- Alexandra Prčíková (2014–2024)
- Erika Petříčková (2024–)
- Dan Petříček (2024–)